# Apegus
Apegus is een geslacht van vliesvleugelige insecten van de familie Scelionidae.

## Soorten
- A. araticeps Kieffer, 1913
- A. biroi Szabó, 1969
- A. brevicornis Kieffer, 1908
- A. coriaceus Kieffer, 1908
- A. foveatus Kieffer, 1908
- A. leptocerus Foerster, 1856
- A. longicornis Kieffer, 1908
- A. minor Kieffer, 1913
- A. recurvistigmalis Szabó, 1969
- A. reticulatus Kieffer, 1908
- A. ruficornis Kozlov & Kononova, 1986
- A. ruficornus Kozlov & Kononova, 1986
- A. rufipedus Kozlov & Kononova, 1986
- A. rufipes Kozlov & Kononova, 1986
- A. rufosus Kozlov & Kononova, 1986
- A. rufus Kozlov & Kononova, 1986
- A. rugosus Kieffer, 1908
- A. rugulosus Kieffer, 1908
- A. slovacus Szabó, 1969
- A. striatus Kieffer, 1908
- A. szepligetii Kieffer, 1908